# Seeblicksiedlung
Die Seeblicksiedlung ist eine Siedlung in der Gemeinde Winden am See im Burgenland.

## Geografie
Die Siedlung befindet sich nordwestlich von Winden und am östlichen Hang des Leithagebirges und südlich der botanisch bemerkenswerten Lage Gruibert, die als Biotop für Trockenrasen und -gebüsche bekannt ist.
Im Norden schließen die Gruibertsiedlung an und etwas westlich davon die Pußtasiedlung, die aber zur Gemeinde Breitenbrunn am Neusiedler See zählt.

## Geschichte
Nach langjähriger Zugehörigkeit zum Königreich Ungarn, zuletzt im Stuhlbezirk Neusiedl am See des Komitats Wieselburg gelegen, gelangte das Gebiet im Jahr 1921 an Österreich. Die Siedlung wurde in der 2. Hälfte des 20. Jahrhunderts errichtet.